# I. Rupen Rajmund örmény király
I. Rupen Rajmund (1199 – 1222), örményül: Ռուբեն–Ռայմոնդ, franciául: Raymond-Roupen, prince d'Antioche, roi junior d'Arménie, latinul: Rupinus Raimundus, princeps Antiochiae, rex iunior Armeniae, Örményország ifjabb királya Kilikiában (Kis-Örményország), Antiochia fejedelme. III. Rupennek, a Hegyek urának az unokája, I. Theodórosz nikaiai császár unokaöccse és Lusignan Szibilla örmény királyné sógora. A Poitiers-ház antiochiai ágának tagja. Apja halála után jött a világra.

## Élete
Rupen Rajmund ifjabb örmény király III. Rupennek, a Hegyek urának, I. Leó örmény király bátyjának az unokája.
Mivel a nagynagybátyjának, I. Leónak sem születtek fiai, ahogy Rupen Rajmund anyai nagyapjának, III. Rupennek sem, ezért I. Leó  őt jelölte ki örökösének mint az örmény királyi család egyetlen fiúörökösét, és koronáztatta meg 1211-ben.
I. Leóbak ekkor még csak egy lánya volt az első házasságából, Stefánia.
I. Leó örmény király ugyan 1211-ben újranősült, és feleségül vette Lusignan Szibilla ciprusi és jeruzsálemi királyi hercegnőt, I. Izabella jeruzsálemi királynő és Imre ciprusi király lányát, de a király második házasságából egy újabb lány jött a világra, Izabella, így az ő születése sem változtatta meg a trónöröklési rendet, hiszen Izabella a nővére mögött helyezkedett el a trónöröklési sorban.
II. András 1218-as örményországi látogatása változtatott ezen a helyzeten. A magyar király a szentföldi hadjáratáról hazatérőben útban megállt az örmény fővárosban, Sziszben, ahol az örmény király, I. Leó nagy örömmel fogadta, rokonként üdvözölte, és megegyeztek gyermekeik házasságában. Az örmény király a legkisebb lányát, Zabelt II. András legkisebb fiával, András herceggel jegyezte el, és megtette őket az örmény korona örököseinek. Joscelint Korikosz urát küldte a magyar udvarba követként a házasság megkötésére és a magyar herceg Örményországba küldésére, hogy ott nevelkedjen. A házasságból azonban nem lett semmi, hiszen a következő évben, 1219. május 2-án meghalt az örmény király.
(A következő szöveg korabeli, XIX. század végi helyesírással és nyelvi stílussal íródott, így némileg eltér a mai változattól): „Leo örmény király Antiochiából követséget küldött hozzá, felajánlván leánya, Izabella kezét harmadik fiának, Andrásnak. [...] II. András ezt az ajánlatot elfogadta azzal a feltétellel, hogy András herczeg legyen Leo utóda az örmény trónon. Ez ügyben úgy András, mint Leo 1219-ben a pápához, III. Honoriushoz, fordultak; ez az eljegyzést megerősítette és kikötötte, hogy a herczeg jegyesének keze révén, (még a menyasszony halála esetén is – látszik, hogy a magyar király minden áron csak az örmény trónutódlást czélozta) az örmény trónt örökölje. I. Laskaris Tódor nikeai császár is ígéretet tett Andrásnak arra nézve, hogy rajta lesz, miként a herczeg az örmény trónt elnyerje. Mindazonáltal az Árpád-háznak ez irányu várandóságából épp úgy nem lett semmi, mint Béla-Elek herczeg byzancziéból. Leo ugyanis már 1220-ban meghalt. Brienne János, jeruzsálemi király – Leónak idősebbik leányát kb. 1216 óta birta nőül – alig hogy hirét vette ipja halálának, Örményországba jött, hogy mint neje örökségét annektálja. Mivelhogy azonban az ország nagyjai követelték, hogy János Ptolemaisban tartózkodó nejét Örményországba hozza, elutazni volt kénytelen. Elutaztakor IV. Bohemund antiochiai herczeg (a Poitou-házból) fia megkérte Izabella kezét s azt 1221-ben a királysággal együtt megkapta; [...] Habár Fülöp már 1222-ben meghalt, II. András fiának jogait nem vitathatta, mert Halicsnak második fia, Kálmán számára való megszerzése nagyon igénybe vette.” Izabella másodszorra örmény unokatestvéréhez, Hetum (1215–1270) barbaroni úrhoz ment feleségül.

## Gyermekei
- Feleségétől, Lusignan Helvis (1190 körül–1216/9) ciprusi és jeruzsálemi királyi hercegnőtől, Imre ciprusi király és iure uxoris jeruzsálemi király, valamint Ibelin Eschiva lányától, Lusignan Szibilla örmény királynénak, I. Leó örmény király második feleségének és I. Izabella örmény királynő anyjának a féltestvérétől, 2 leány:[8]
  - Eschiva (megh. fiatalon)
  - Mária (1215–1257 után) örmény királyi és antiochiai hercegnő, örmény trónkövetelő, Toron úrnője, férje, I. (Monforti) Fülöp (1206 körül–1270), Türosz ura, 4 gyermek:[9]
    - Montforti Helvis (1240 után–?), férje Simon Mansel (?–1263 után), az Antiochiai Fejedelemség hadsereg-főparancsnoka, 2 gyermek
    - Montforti János (?–1283), Türosz ura, felesége Poitiers Margit (1244–1308) antiochiai és ciprusi királyi hercegnő, III. Hugó ciprusi király húga, nem születtek gyermekei
    - Montforti Humfried (?–1284), Türosz ura, felesége Ibelin Eschiva (1253–1312), Bejrút úrnője, I. (De la Roche) Guido athéni herceg unokája, I. Izabella bejrúti úrnő és ciprusi királyné húga, II. Hugó ciprusi király sógornője, 7 gyermek[10]
    - Montforti Aliz

### Korabeli forrás
- Neumann, , Karl Friedrich (ford.). Vahram's Chronicle of the Armenian Kingdom in Cilicia, during the time of the Crusades (angol nyelven). London: Oriental Translation Fund (1831). Hozzáférés ideje: 2019. november 13.

### Szakirodalom
- Kurkjian, Vahan M.. A History of Armenia (angol nyelven). New York: Armenian General Benevolent Union (1958). Hozzáférés ideje: 2019. november 13.
- Rudt de Collenberg, Wipertus Hugo: Les Lusignan de Chypre = EΠETHΡΙΣ 10, Nicosia, 1980.
- Rüdt-Collenberg, Wipertus Hugo: The Rupenides, Hethumides and Lusignans: The Structure of the Armeno-Cilician Dynasties, Párizs, Klincksieck, 1963.
- Wertner Mór. András herczeg,  in: Wertner Mór: Az Árpádok családi története (magyar nyelven), Nagy-Becskerek: Pleitz Ferencz Pál Könyvnyomdája, 452–456. o. (1892). Hozzáférés ideje: 2019. november 13.

### Szépirodalom
- Passuth László: Hétszer vágott mező, Szépirodalmi Könyvkiadó, Budapest, 1970.